# Eugen Sandow

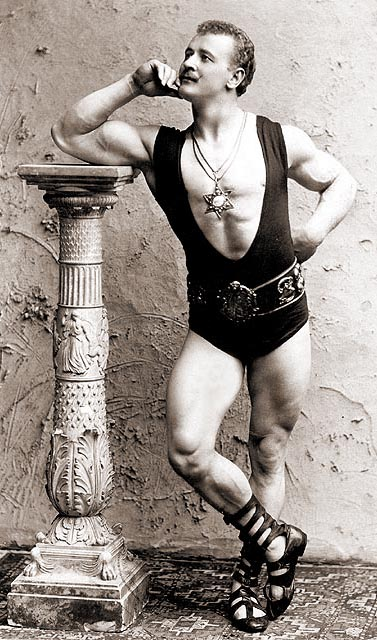
Eugen Sandow

Eugen Sandow, născut Friederich Wilhelm Müller, (n. 2 aprilie 1867, Königsberg, Confederația Germană de Nord – d. 14 octombrie 1925, Londra, Anglia, Regatul Unit) este considerat „părintele culturismului”. S-a născut la data de 2 aprilie 1867 la Königsberg, Germania (astăzi Kaliningrad, Rusia) și a decedat la 14 octombrie 1925.
De mic copil Sandow a fost un mare admirator al statuilor antice grecești și romane înfățișând eroi de legendă și războinici. A rămas impresionat de acestea în urma unei vizite în Italia alături de tatăl său. 
La vârsta de 19 ani făcea deja demonstrații de forță la bâlciuri, unde a fost remarcat de legendarul Florenz Ziegfeld, care l-a angajat la circul său. Ziegfeld a remarcat că publicul era mai fascinat de musculatura proeminentă a lui Sandow decât de greutățile ridicate de acesta, așa că i-a cerut să-și etaleze mușchii în diferite poziții. Legendarul Sandow a adăugat aceste pozări la demonstrațiile sale de forță, la care ridica haltere și alte greutăți; unul din "numerele" sale de senzație era susținerea unei platforme pe care stăteau câțiva spectatori și un cățel. De asemenea rupea lanțuri, cărți și îndoia bare de metal. Sandow a devenit o senzație și prima vedetă a lui Ziegfeld.
Asemănarea fizicului lui Sandow cu statuile grecești și romane nu a fost întâmplătoare. El a măsurat sculpturile de marmură din muzee și a contribuit la dezvoltarea "idealului grecesc" ca formulă a perfecțiunii fizice. Sandow și-a dezvoltat corpul exact după acele proporții. Datorită acestui fapt, el este considerat "părintele culturismului", fiind unul din primi atleți care și-a sculptat fizicul cu scopul atingerii unor proporții predeterminate.
Sandow a călătorit în toată Europa cu demonstrațiile sale, și a ajuns în America cu ocazia Expoziției Mondiale Columbiene din 1893, desfășurată la Chicago. Își prezenta demonstrația pe un fundal cu catifea neagră, în timp ce el era acoperit cu o pudră albă, ca să obțină efectul de statuie în mișcare. Popularitatea i-a crescut și datorită expresiei intelectuale, inteligenței și bunelor maniere. Se îmbrăca foarte bine și avea un accent european șarmant, precum și niște ochi de un albastru intens și un râs sincer.
El a fost căsătorit cu Blanche Brooks Sandow și a avut două fiice. Era constant în compania altor femei care plăteau bani ca să-i atingă mușchii încordați în culise, după demonstrațiile din sală. A avut ca prieten foarte apropiat pe Martinus Sieveking, un compozitor și muzician foarte chipeș, care a apărut în cartea Sistemul de antrenament fizic al lui Sandow.
Sandow a scris cinci cărți: Sistemul de antrenament fizic al lui Sandow, Putere și cum s-o obții, Cultura fizică, Putere și sănătate și Viața înseamnă mișcare, în care a susținut importanța activității fizice în raport cu o minte sănătoasă. De asemenea a fost și un om de afaceri foarte erudit, având o firmă de vânzări prin poștă și o revistă de cultură fizică cu numele Sandow. 

## Fotografii

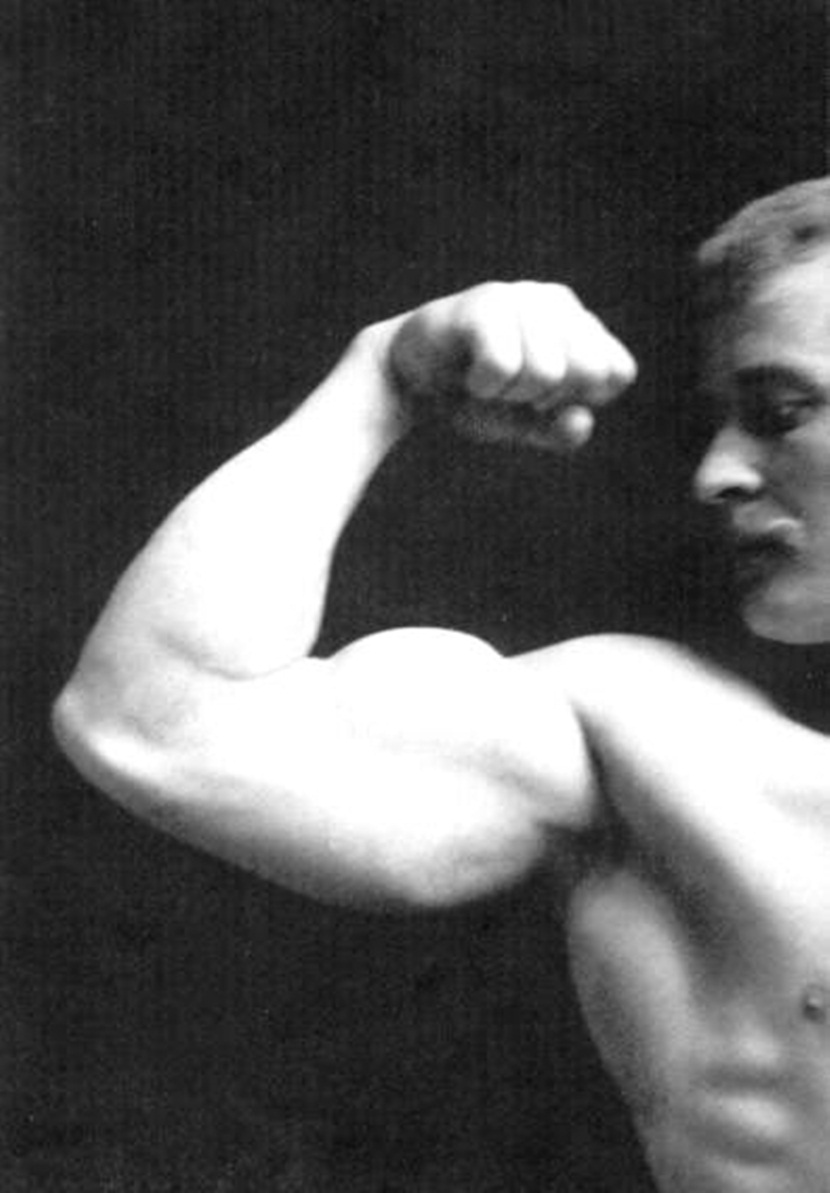
În anul 1896
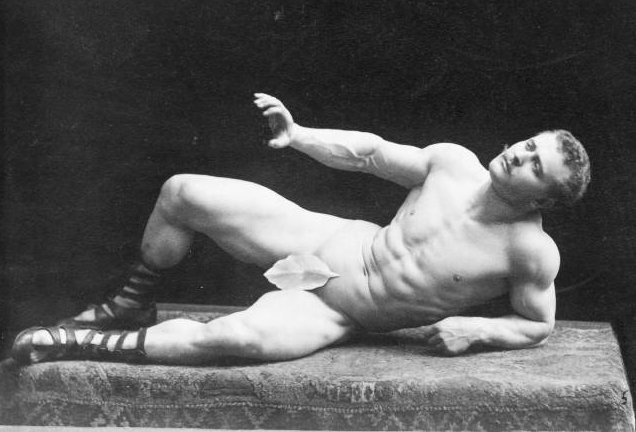
În 1894
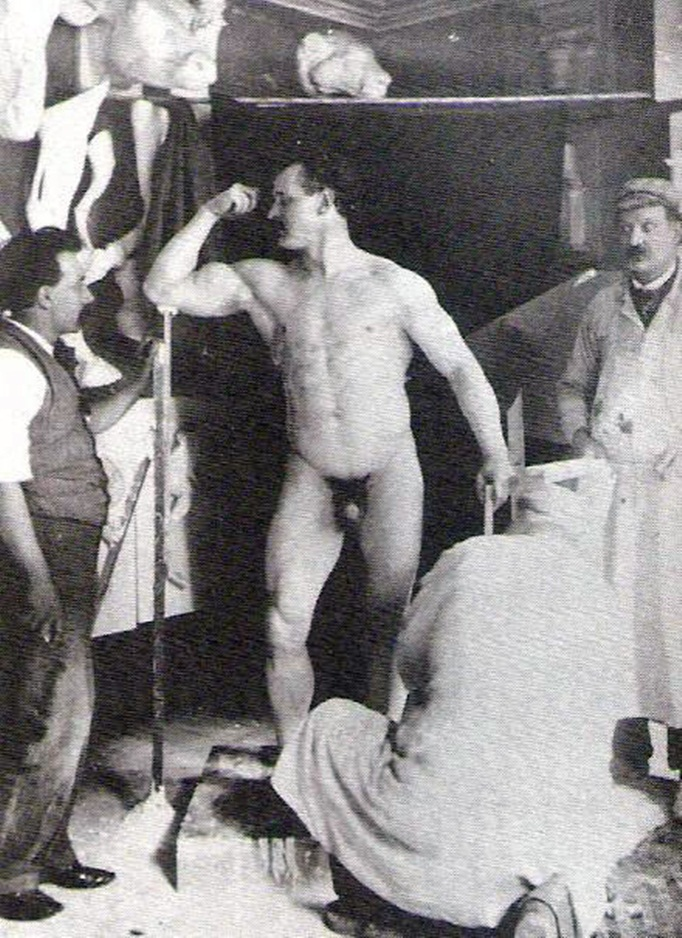
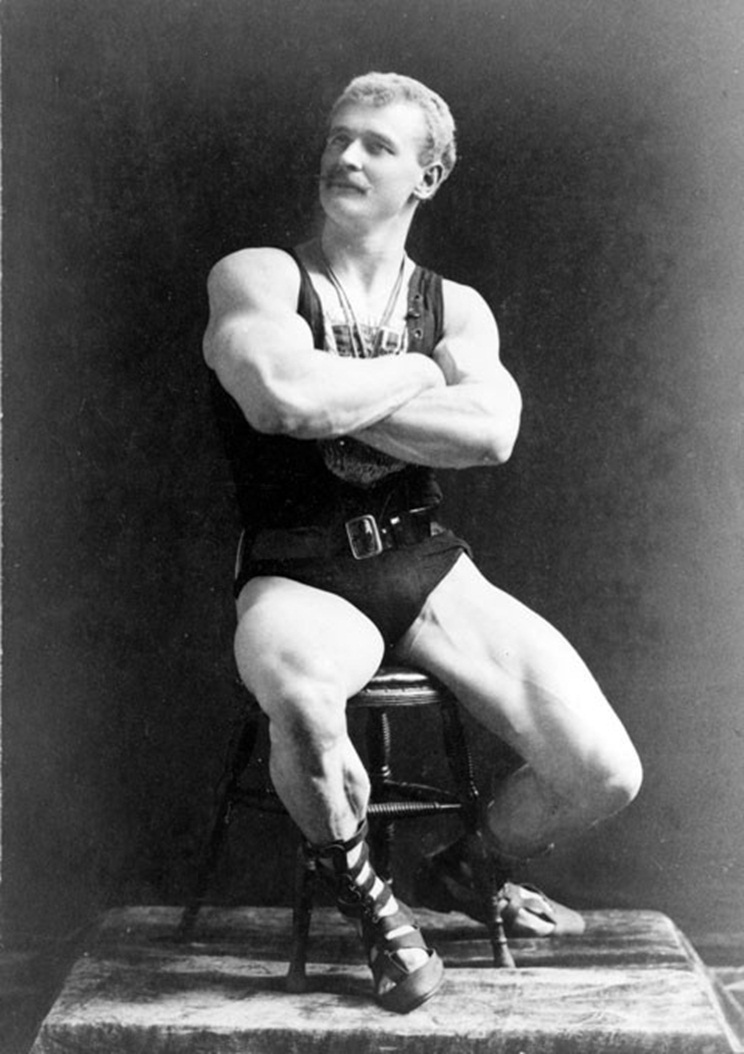